# Youth America Grand Prix
Youth America Grand Prix, Inc. (YAGP) es un programa internacional y sin fines de lucro especializado en becas y competencias de ballet. Actualmente es considerado el más grande del mundo, y está dirigido a estudiantes con edades comprendidas entre los 9 y 19 años. Anualmente, YAGP reúne a los directores y representantes de las principales escuelas de danza del mundo, para premiar a estas instituciones con becas valoradas en más de $500,000 en total. Asimismo, cada año YAGP realiza audiciones regionales en los Estados Unidos y en todo el mundo, para culminar en abril con la ronda final de la competencia en la ciudad de Nueva York.

## Resumen
Youth America Grand Prix es la competencia de becas para estudiantes de ballet más grande del mundo, un programa ampliamente reconocido como el principal en su estilo dirigido a jóvenes bailarines con edades comprendidas entre los 9 y 19 años.  YAGP es una organización educativa sin fines de lucro con sede en Nueva York (501(c)(3)), cuya misión consiste en garantizar el futuro de la danza mediante la concesión de becas a las principales instituciones de danza del mundo, así como en la creación de otras oportunidades educativas y profesionales para los jóvenes bailarines, actuando como un trampolín para continuar una carrera profesional en danza. Cada año, más de 10.000 bailarines participan en las competiciones y audiciones que YAGP lleva a cabo en más de 25 lugares en Estados Unidos, y a nivel internacional en Argentina, Australia, Bélgica, Brasil, Canadá, China, Francia, Italia, Japón, Corea, México, Paraguay.
Cada año, el panel de jueces de YAGP selecciona aproximadamente 1.200 estudiantes para las Finales en la Ciudad de Nueva York, los cuales serán vistos por los directores y representantes de las principales academias de danza del mundo. Anualmente, el valor de las becas otorgadas a las instituciones de danza se calcula en $500,000.
Con el objetivo de brindar mayores oportunidades al creciente número de participantes en las semifinales regionales, así como de asegurar que cada evento sea una experiencia educativa independiente, desde hace algunos años YAGP comenzó a ofrecer becas las semifinales regionales.
Desde que YAGP se fundara hace 20 años y hasta el día de hoy, más de 100.000 bailarines han participado en los eventos organizados alrededor del mundo, y alrededor de $3.5 millones se le ha otorgado en becas a los jóvenes bailarines de las principales academias de danza del mundo. Gracias a esto, más de 450 alumnos están actualmente bailando con 80 compañías distribuidas en todo el mundo.
YAGP ofrece a los estudiantes de danza una oportunidad única de ser vistos, educados y guiados profesionalmente por los directores y profesores de las principales compañías y escuelas del mundo, entre las cuales se encuentran: ABT/JKO School, The Australian Ballet School, The Houston Ballet Academy, The Joffrey Ballet School, The John Cranko School of Stuttgart Ballet, Ballet de la Ópera de París, Les Ballets de Monte Carlo, The San Francisco Ballet School, entre muchas otras – puede consultar el panel de jueces más abajo.
Muchos alumnos de YAGP continúan sus carreras profesionales en danza, formando parte de renombradas compañías de danza como American Ballet Theatre, Australian Ballet, Dutch National Ballet, Houston Ballet, Joffrey Ballet, Mariinsky Theatre, Ballet Nacional de Canadá, New York City Ballet, Paris Opera Ballet, Royal Ballet, Stuttgart Ballet, entre otras.
Entre la lista de alumnos más exitosos de YAGP se encuentran Maria Abashova, Isabella Boylston, Cesar Corrales, Michaela DePrince, Sasha De Sola, Matthew Golding, Melissa Hamilton, Sarah Lane, Lauren Lovette, Brooklyn Mack, Sara Mearns, Sergei Polunin, Hee Seo, y Cory Stearns entre muchos otros.  – Consulte también los Alumnos Notables de YAGP más abajo.

## Historia
Mientras desarrollaba su carrera como docente en los Estados Unidos, Larissa Saveliev quería mostrar cuánto habían progresado sus alumnos, y al mismo tiempo aprender de otros maestros en el área. Para entonces, esperaba encontrar una versión en ballet de las tan populares competiciones de baile de jazz. Sin embargo, para aquel entonces no existían competiciones del estilo que estuvieran enfocadas en estudiantes estadounidenses. Así que en 1999, junto con su marido Gennadi Saveliev (quien para entonces era solista del American Ballet Theatre) decide crear una, y fundan Youth America Grand Prix.
YAGP fue creada y desarrollada con la participación activa de Sergey Gordeev, quien se convirtió en el director Fundador de Asuntos Externos de YAGP; Shelley King, quien dirigió el equipo como Directora de Operaciones; Barbara Brant, quien se desempeñó como la primera Presidenta de la Junta de Directores de YAGP, y actualmente continúa participando activamente como miembro de la junta y Presidente Emérito; Judith M. Hoffmann, quien se unió como uno de los primeros miembros de la Junta de Directores; y Linda Morse, quien se desempeña como la actual y más antigua Presidenta de la Junta de Directores.
YAGP se lanzó oficialmente en 1999 con competencias y clases organizadas en Boston, Washington D. C., Chicago, Los Ángeles y Boca Ratón. En este primer año de existencia de YAGP, ocho escuelas estadounidenses presentaron becas.
Rápidamente, la competencia se convirtió en la más grande de Estados Unidos y comenzó a ser reconocida internacionalmente, siendo la Royal Ballet School la primera presentadora internacional de becas.
YAGP fue la primera competencia en presentar el concepto de que un estudiante no tiene que ganar el primer, segundo o tercer lugar para recibir el premio (beca). Las becas en YAGP se otorgan en función de la evaluación realizada individualmente por cada director de escuela sobre el potencial de un estudiante, independientemente de la decisión del panel de jueces. Este concepto ha sido ampliamente adoptado por muchas otras competiciones de ballet a nivel mundial.
En el 2005, la Organización de las Naciones Unidas para la Educación, la Ciencia y la Cultura (UNESCO) reconoció la contribución de YAGP a la educación internacional en danza al otorgarle una membresía en el prestigioso Conseil International de la Danse (CID) de la UNESCO.
En el 2007, Youth America Grand Prix se convirtió en la primera organización en presentar actuaciones de estudiantes de danza en los 50 años de historia del prestigioso [./Archivo:///C:/Users/Barbara/Desktop/YAGP_2020/WIKIPEDIA/YAGP_page_WIKIPEDIA_(SPANISH).docx#_top Spoleto Dance Festival] de Italia.
En el 2009, YAGP rompió el record mundial de Guinness con “La mayoría de bailarines de ballet en pointé”, presentando 221 bailarines provenientes de 27 países.
En el 2010, YAGP presentó la Feria de Empleo YAGP, una serie especial de audiciones que brinda a los participantes y exalumnos de YAGP la oportunidad de ser vistos y contratados por los directores de las principales compañías de danza del mundo.
En el 2014, YAGP lanzó una nueva iniciativa de educación en danza: “La Danza en la Educación Superior” – un programa que brinda a los estudiantes de danza y a sus padres la oportunidad de reunirse con los representantes de los principales programas del país sobre danza en la universidad, para así aprender sobre las posibilidades de combinar la educación académica con el entrenamiento de danza
YAGP es miembro de la Federación Internacional de Competiciones de Ballet (IFBC) y es también un tipo de competencia asociada a la Competencia Internacional del Ballet de Moscú, Prix de Lausanne, la Competencia International de Ballet de Varna, y la Competencia International de Ballet de EE. UU.

## Competencia
Los participantes de YAGP se dividen en tres categorías de edad: Categoría de edad Senior (15-19 años), Categoría de edad Junior (12-14 años), y Categoría de edad Precompetitiva (9-11 años).
Además de las becas, YAGP otorga otros premios a los participantes más talentosos, como es el caso del Dance Europe Award. El bailarín más destacado de la categoría Senior recibe el Grand Prix, un bailarín excepcional en la categoría Junior recibe el Youth Grand Prix, y un bailarín que demuestre el mayor potencial en la categoría Precompetitiva recibe el Hope Award. El primer, segundo y tercer lugar se otorgan en las categorías de Ensambles, para conjuntos grandes y para Pas de Deux.
Para desarrollar el respeto por el arte entre los estudiantes, YAGP organiza clases y talleres en cada competencia, las cuales son impartidas por el panel de jueces.

### Panel de Jueces
El panel de jueces de YAGP está conformado por directores y representantes de las principales escuelas y compañías de danza del mundo. Con los años, los jueces de YAGP en la Ronda Final celebrada en la Ciudad de Nueva York ha incluido:
- The Ailey School (EE.UU.)

Melanie Person, Directora, 2010 - presente
Denise Jefferson, Directora, 1984 - 2010
- American Ballet Theatre (EE.UU.)

Sascha Radetsky, Directora Artística (Studio), 2018 - presente
Kate Lydon, Directora Artística (Studio), 2013 - 2018
John Meehan, Director Artístico (Studio), 1997 - 2006
Cynthia Harvey, Directora Artística (JKO School), 2016 - presente
Franco De Vita, Director Artístico (JKO School), 2005 - 2016
- Atlanta Ballet (EE.UU.)

Gennadi Nedvigin, Director Artístico, 2016 - presente
- Australian Ballet School (Australia)

Lisa Pavane, Directora, 2014 - presente
Marilyn Rowe, Directora, 1999 - 2014
Leigh Rowles, Jefe de Entrenamiento Estudiantil, 1999 - 2014
- Ballet Nacional Sodre (Uruguay)

Julio Bocca, Director Artístico
- Ballet School Theater Basel (Suiza)

Amanda Bennett, Directora
- Ballet West (EE.UU.)

Adam Sklute, Director Artístico (Compañía)
Peter Merz, Director (Academia)
Calvin Kitten, Director (Ballet West II)
- Berlin State Opera (Alemania)

Johannes Ohman (Compañía)
Marek Rozycki (Escuela), Director Artístico Adjunto
- Competencia Internacional de Ballet y Coreografía de Beijing (P.R. de China)

Li Yan, Directora Artística
- Bolshoi Ballet (Federación Rusa)

Sergey Filin, Director (Taller de Coreógrafo Emergente del Teatro Bolshoi)
- Boston Ballet School (EE.UU.)

Mikko Nissinen, Director Artístico
Peter Stark, Director Asociado de Boston Ballet II & Jefe del Programa de Hombres
- Canada’s National Ballet School (Canadá)

Deborah Hess, Miembro Destacado de la Facultad
- Canada’s Royal Winnipeg Ballet  (Canadá)

Andrew Lewis (Compañía), Director Artístico
Arlene Minkhorst (Escuela), Directora, 1999 - 2018
- Dresden SemperOper (Alemania)

Aaron Watkin, Director Artístico
- Dutch National Ballet (Países Bajos)

Ted Branson (Compañía), Director Artístico
Ernst Meisner (Compañía Junior), Director Artístico Empresa Junior
Jean Yves Esquerre (Escuela), Director
- Elmhurst Ballet School (Reino Unido)

Robert Parker, Director Artístico, 2012-presente
- English National Ballet (Reino Unido)

Tamara Rojo, Directora Artística
- Finnish National Ballet (Finlandia)

Madeleine Onne, Directora Artística, 2018 - presente
Kenneth Greve, Director Artístico, 2008 - 2018
- Georgian State Ballet (Georgia)

Nina Ananiashvili, Directora Artística
- Hamburg Ballet School (Alemania)

Marianne Kruuse, Directora y Subdirectora Pedagógico, 1993 - 2013
- The Harid Conservatory (EE.UU.)

Gordon Wright, Vicepresidente Ejecutivo y Director
Tara Mitton Catao, Coordinadora de Reclutamiento de YAGP
Meelis Pakri, Miembro Destacado de la Facultad
- Hong Kong Ballet (Hong Kong)

Septime Webre, Director Artístico, 2017 - presente
Madeleine Onne, Directora Artística, 2009 - 2017
John Meehan, 2006 - 2009
- Houston Ballet (EE.UU.)

Stanton Welsch (Compañía), Director Artístico
Claudio Muñoz (HBII), Ballet Master
Shelly Power (Escuela), Directora Asociada, 2004 - 2016
- Jacob’s Pillow Festival (EE.UU.)

Anna Marie Holmes, Directora Artística
- The Joffrey Academy of Dance – Escuela oficial de Joffrey Ballet (EE.UU.)

Ashley Wheater, Directora Artística (Compañía)
Karin Ellis-Wentz, Jefe de Programa Preprofesional
Alexei Kremnev, Directora Artística (Academia), 2009 - 2016
- The John Cranko School of Stuttgart Ballet (Alemania)

Tadeusz Matacz, Director Artístico
- The Juilliard School (EE.UU.)

Alicia Graph Mack, Directora Artística de la División de Danza, 2018 - presente
Lawrence Rhodes, Directora Artística de la División de Danza, 2002 - 2018
- La Scala Theatre Ballet (Italia)

Leonid Nikonov, Miembro Destacado de la Facultad
Anna Maria Prina, Ex Directora
- Munich Ballet Academy – Universidad de Música y Artes Escénicas (Alemania)

Jan Broeckx, Profesor
Natalia Hoffmann-Sitnikova, Profesora
Caroline Llorca, Profesora
Kirill Melnikov, Profesor
- Conservatorio Nacional Escuela de Danza, Lisboa (Portugal)

Pedro Carneiro, Director, 2009 - 2017
- New Zealand School of Dance (Nueva Zelanda)

Garry Trinder, Director
- North Carolina School of the Arts (EE.UU.)

Susan Jaffe, Decano
Jared Redick, Miembro Destacado de la Facultad
Mikhail Tchoupakov, Miembro Destacado de la Facultad
- Orlando Ballet School (EE.UU.)

Dierdre Miles Burger, Directora
- Palucca School, Dresde (Alemania)

Jason Beechey, Director
- Paris Opera Ballet School (Francia)

Elisabeth Platel, Directora Artística
Christophe Duquenne, Miembro de Facultad
Claire Baulieu, Miembro de Facultad
Eric Camillo, Miembro de Facultad
Muriel Halle, Miembro de Facultad
- Pennsylvania Ballet (EE.UU.)

Angel Corella, Director Artístico
- Peridance (EE.UU.)

Igal Perry, Fundador & Director Artístico
- Princess Grace Academy (Mónaco)

Luca Masala, Director
Roland Vogel, Miembro Destacado de la Facultad
Eva Evdokimova, Miembro de Facultad
- The Rock School for Dance Education (EE.UU.)

Bo Spassoff, Presidente & Director
- The Royal Ballet School (Reino Unido)

Christopher Powney, Director Artístico, 2014 - presente
Jay Jolley, Director de Programación, 1999 - presente
Gailene Stock, Directora Artística, 1999 - 2014
Gary Norman, Maestro de Ballet Senior, 1999 - 2014
- Royal Danish Ballet School (Dinamarca)

Niels Balle, Director, 2006 - 2012
- Royal New Zealand Ballet (Nueva Zelanda)

Patricia Barker, Directora Artística
- San Francisco Ballet School (EE.UU.)

Patrick Armand, Director Asociado
Lola DeAvilo, Directora Asociada
Pascal Molat, Asistente de Programa en Prácticas
Tina LeBlanc
Rubin Martin
- Tulsa Ballet (EE.UU.)

Marcello Angelini, Director Artístico
Daniela Buson, Asistente del Dirección Artística
- University of Indiana Jacobs School of Music (EE.UU.)

Michael Vernon, Profesor
Carla Korbes, profesora
- La Escuela Superior de Danza, Cannes (Francia)

Paola Cantalupo, Directora
- Vienna State Opera Ballet (Austria)

Manuel Legris (Compañía), Director Artístico
Simona Noja (Escuela), Directora
Jolantha Seyfried (Escuela), Directora
- The Washington Ballet (EE.UU.)

Xiomara Reyes, Directora Artística (Escuela), 2016 - presente
Rinat Imaev, Miembro Principal de la Facultad y Maestra de la Compañía (Escuela), 2016 - presente
Kee Juan Han, Director Artístico (Escuela), 2007 - 2016
Rebecca Wright, Directora Artística (Escuela), 2004 - 2006
Julie Kent, Directora Artística (Compañía), 2016 - presente
Septime Webre, Director Artístico (Compañía), 1999 - 2016
- West Australian Ballet (Australia)

Aurelien Scannella, Director Artístico
- Zurich Dance Academy (Suiza)

Oliver Matz, Director
Steffi Scherzer, Directora

### Premio de becas
En YAGP, cada año se otorgan más de $500,000 en becas a las principales academias de baile del mundo. Mientras que cada año algunas instituciones son representadas, otras presentan becas de forma rotativa. El panel de jueces de YAGP representa a las escuelas que otorgan becas a los participantes. Para ver la lista completa de jueces y sus afiliaciones, puede consultar la lista en Panel de Jueces.

### Acogida crítica
- «Youth America Grand Prix ha crecido hasta convertirse en la competición de ballet juvenil más grande e influyente del mundo», al punto de convertirse en «un elemento de cambio en el mundo de la danza, Youth America Grand Prix ha creado un mercado central de ballet»– Laura Bleiberg, Los Angeles Times.
- «Un viaje emocionante, tenso, a veces desgarrador, así es el Youth America Grand Prix, la élite de la élite…» - Cynthia McFadden, ABC Nightline.
- «El Youth America Grand Prix es una especie de Juegos Olímpicos del ballet clásico…» - Hedy Wess, Chicago Sun-Times.
- «Youth America Grand Prix, un evento genuino y reconocido internacionalmente, donde los aspirantes al ballet pueden ganar trofeos, becas y contratos.» -  Lewis Segal, Los Angeles Times.
- «El crecimiento explosivo y la prominencia que YAGP… logró en sus 15 años son al menos notables.» - Jerry Hochman, Critical Dance.
- «No hay duda, Larissa y Gennadi Saveliev, fundadoras de la competición, han hecho de YAGP lo que conocemos hoy en día: la plataforma más emocionante para los jóvenes bailarines del mundo.» - Dance Europe Magazine.
- «Si quieres ver el futuro asiste a la competencia anual de ballet de la Youth America Grand Prix en Nueva York.» - Elena Tchernichova, Ballet Review.
- «En el mundo del ballet amateur, el Youth America Grand Prix… es un asunto que puede cambiar la vida.» - Jennifer Van Grove, The San Diego Union-Tribune.
- «Esta competición de ballet cambia vidas.»- Jordan G. Teicher, Slate Magazine.
- «El Youth America Grand Prix ha alcanzado un impresionante estatus a nivel mundial.» - Susan Reiter, Dance Australia.
- «Las oportunidades educativas que brindan competencias como YAGP, ayudan a preservar [la forma de arte] y abren el camino a una gama cada vez mayor de artistas y entusiastas.» - Jerry Hochman, Critical Dance.
- «[YAGP] es esencialmente el American Idol del ballet.» - Jennifer Van Grove, The San Diego Union-Tribune.
- «Fundada hace 19 años por Larissa y Gennadi Saveliev…, nadie… podría haberse imaginado el prestigioso fenómeno mundial en que se ha convertido YAGP.» - Jerry Hochman, Critical Dance.
- «Para los bailarines, el Youth America Grand Prix es el equivalente de una NFL, pero más elegante.» - Wayne Freedman, ABC News.

## Programas e Iniciativas

### YAGP Galas

#### YAGP Gala “Las estrellas de hoy conocen a las estrellas del mañana”
Como parte de su misión consiste en brindar oportunidades educativas y de actuaciones a jóvenes bailarines, en 2003 YAGP fue pionera en la presentación de un formato de gala único en el que los jóvenes ganadores de la competencia (“Estrellas del Mañana”) comparten escenario con bailarines profesionales (“Estrellas de Hoy”) en el mismo programa. Tradicionalmente presentado con motivo de la culminación de la temporada de YAGP y la Noche de Clausura de las Finales de la Ciudad de Nueva York, este formato único de Gala ha demostrado ser un éxito instantáneo desde su primer año competitivo. La Gala debutó en el Alice Tully Hall del Lincoln Center for the Performing Arts, aunque luego se trasladó al New York City Center, y desde hace unos años ha sido organizada en el David H. Koch Theater, de nuevo en el Lincoln Center for the Performing Arts. Actualmente es un programa con formato de Gala que ha sido adoptado por otras competiciones y organizaciones de danza. La Gala de YAGP “Las Estrellas de Hoy Conocen a las Estrellas del Mañana” es, además, el mayor evento anual de recaudación de fondos de la organización.
Muchas estrellas del ballet han debutado en Nueva York con la Gala “Estrellas de Hoy Conocen a las Estrellas del Mañana”, entre las cuales figuran: Polina Semionova (Berlin State Ballet); Denis y Anastasia Matvienko, Yevgenia Obraztsova, y Ivan Vasiliev (Bolshoi Ballet); Daniel Camargo, Sasha Mukhamedov y Edo Wijnen (Dutch National Ballet); Yonah Acosta (English National Ballet); Hugo Marchand y Hannah O’Neill (Ballet de la Ópera de París); Melissa Hamilton y Cesar Corrales (The Royal Ballet); Friedemann Vogel (Stuttgart Ballet); Cecilia Kerche y Vitor Luiz (Teatro Municipal de Río de Janeiro).
En años anteriores, algunos de los artistas invitados han sido:
- Alvin Ailey American Dance Theater y Ailey II: Clifton Brown, Alicia Graf Mack, Linda Celeste, Sims James A. Pierce, Gregory Sinacori, Ricardo Zayas.

- American Ballet Theatre: Stella Abrera, Nina Ananiashvili, Maxim Belotserkovsky, Isabella Boylston, Skylar Brandt, Sandra Brown, José Manuel Carreno, Misty Copeland, Angel Corella, Herman Cornejo, Irina Dvorovenko, Thomas Foster, Marcelo Gomes, Joseph Gorak, David Hallberg, Alexandre Hammoudi, Melanie Hamrick, Paloma Herrera, Blaine Hoven, Julie Kent, Sarah Lane, Vladimir Malakhov, Gillian Murphy, Veronica Part, Renata Pavam, Karine Plantadit, Joseph Phillips, Lauren Post, Sascha Radetsky, Xiomara Reyes, Calvin Royal III, Gennadi Saveliev, Arron Scott, Hee Seo, Christine Shevchenko, Daniil Simkin, Cory Stearns, Ethan Stiefel, Gabe Stone Shayer, Sarawanee Tanatanit, Cassandra Trenary, James Whiteside, Michele Wiles, Katherine Williams.

- Ballet Teatro Municipal do Río de Janeiro: Cecilia Kerche, Vitor Luiz.

- Ballet West: Chase O’Connell, Beckanne Sisk.

- Bavarian State Ballet: Marlon Dino, Lucia Lacarra.

- Berlin State Ballet: Berlin State Opera: Iana Salenko, Artem Shpilevsky, Polina Semionova.

- Billy Elliot: The Musical: Kiril Kulish.

- Ballet Real de Birmingham: Miko Fogarty.

- Bolshoi Ballet: Semyon Chudin, Ekaterina Krysanova, Svetlana Lunkina, Yevgenia Obraztsova, Natalia Osipova, Artem Ovcharenko, Olga Smirnova, Ivan Vasiliev.

- Boston Ballet: Adiarys Almeida, Lia Cirio, Misa Kuranaga, Raul Salamanca, Sabi Varga, Alejandro Virelles, Joseph Gatti, Derek Dunn.

- Cirque du Soleil: Liubov Kazantseva.

- Complexions Contemporary Ballet: Carlos dos Santos Jr., Marc Mann, Jeffrey Polston, Rubinald Pronk, Desmond Richardson, Michael Thomas, Clifford Williams.

- Dresden Semperoper Ballet: Jon Vallejo, Jiří Bubenĺček, Brittany O'Connor, Hiroko Asami, Raphael Coumes-Marquet.

- Dutch National Ballet: Constantine Allen, Melissa Chapski, Michaela DePrince, Maia Makhateli, Sasha Mukhamedov, Giovanni Princic, Rubinald Pronk, James Stout, Edo Wijnen.

- English National Ballet: Yonah Acosta, Alina Cojocaru, Cesar Coralles, Tamara Rojo.

- Hamburg Ballet: Otto Bubenĺček.
- Finnish National ballet: Rebecca King.
- Hong Kong Ballet: Jin Yao, Huang Zhen.
- Houston Ballet: Derek Dunn, Allison Miller.
- Principal Guest Artists: Li’l Buck.
- Joffrey Ballet: Fabrice Calmels, Dylan Gutiérrez, Jeraldine Mendoza.
- La Scala Ballet: Roberto Bolle, Francesca Podini.
- LINES Contemporary Ballet: Drew Jacoby.
- Mariinsky Ballet: Islom Baimuradov, Kimin Kim, Yekaterina Kondaurova, Ulyana Lopatkina, Denis Matvienko, Evgenia Obraztsova, Xander Parish, Kristina Shapran, Vladimir Shklyarov, Yuri Smekalove, Viktoria Tereshkina, Anastasia Matvienko, Yana Serebriakova, Diana Vishneva, Igor Zelensky.
- Miami City Ballet: Jeanette Delgado.
- MOMIX: Steven Ezra, Yasmine Lee, Nicole Loizides, Cynthia Quinn, Brian Simerson.
- Movin’ Out on Broadway: Ian Carney, Karine Plantadit.
- Ballet Nacional de Canadá: Jurgita Dronina, Greta Hodgkinson, Zdenek Konvalina, Svetlana Lunkina, Evan McKie, Bridgett Zehr.
- Ballet Nacional de Cuba: Osiel Gouneo, Viengsay Valdés.
- Nederlands Dans Theater: Shirley Esseboom.
- New York City Ballet: Jared Angle, Tyler Angle, Alexandra Ansanelli, Peter Boal, Ashley Bouder, Zachary Catazaro, Joaquin De Luz, Robert Fairchild, Chase Finlay, Gonzalo Garcia, Nicolaj Hübbe, Carla Korbes, Maria Kowroski, Sebastien Marcovici, Sara Mearns, Benjamin Millepied, Philip Neal, Justin Peck, Tiler Peck, Amar Ramasar, Teresa Reichlen, Sofiane Sylve, Daniel Ulbricht,  Miranda Weese, Wendy Whelan.
- Norwegian National Ballet: Yoel Carreño, Whitney Jensen, Garrett Smith.
- Pacific Northwest Ballet: Karel Cruz, Carla Korbes, James Moore.
- Ballet de la Ópera de París: Myriam Ould Braham, Aurélie Dupont, Mathilde Froustey, Dorothée Gilbert, Mathias Heymann, Manuel Legris, Hugo Marchand, Hannah O’Neill, Karl Paquette.
- Parsons Dance Company: Marty Lawson, Ian Spring.
- The Royal Ballet: Darcey Bussell, Matthew Golding, Melissa Hamilton, Sarah Lamb, David Makhateli, Roberta Márquez, Marianela Núñez, Serguéi Polunin, Tamara Rojo, Thiago Soares, Eric Underwood.
- Royal Danish Ballet: Charles Andersen, Eliabe D’Abadia.
- Ballet de San Francisco: Taras Domitro, Lorena Feijoo, Emily Kadow, Maria Kochetkova, Steven Morse, Joseph Phillips, Anthony Spaulding, Yuan Yuan Tan, Lonnie Weeks.
- Sarasota Ballet: Logan Learned.
- So You Think You Can Dance: Danny Tidwell, Lex Ishimoto.
- State Ballet of Georgia: Nina Ananiashvili.
- Ballet de Stuttgart: Alicia Amatriain, Bridget Breiner, Daniel Camargo, Douglas Lee, Evan McKie, Jason Reilly, Friedemann Vogel, Angelina Zuccarini.
- Teatro Colón: Juan Pablo Ledo.
- Teatro de Basilea: Roderick George.
- Tokyo Ballet: Mizuka Ueno.
- Tulsa Ballet: Wang Yi.
- Ópera Estatal de Viena: Gregor Hatala.
- Washington Ballet: Jason Hartley, Brooklyn Mack.
- Wiesbaden Ballet: Irena Veterova.
- World Ballroom Champions: Paul Barris, Denys Drozdyuk, Slavik Kryklyvyy, Anna Melnikova, Antonina Skobina, Alexander Demkin, Roman Kutskyy, Karina Smirnoff.

YAGP también ha presentado una serie de actuaciones de despedida de los bailarines de Nueva York, incluyendo la estrella de ballet internacional Vladimir Malakhov; el bailarín Etoile de Paris Opera Ballet, Manuel Legris; Nikolai Tsiskaridze de Bolshoi Ballet; y Darcey Bussell de The Royal Ballet.
El programa de la gala abarca desde los conocidos clásicos de ballet hasta las coreografías contemporáneas de vanguardia. Para apoyar nuevos talentos, YAGP ha lanzado la Serie de Coreógrafos Emergentes, la cual brinda una oportunidad a los coreógrafos promesas de presentar su trabajo a la comunidad internacional de danza. La serie ha presentado a Camille A. Brown, Marcelo Gomes, Adam Hougland, Susan Jaffe, Justin Peck, Derek Hough, entre otros. Además de la serie, las obras de Gemma Bond, Camille A. Brown, Marcelo Gomes, Derek Hough, Emery LeCrone, Benjamin Millepied, Justin Peck, y muchos otros han tenido sus estrenos mundiales durante la Gala de YAGP.

#### Recepción de la Crítica
- La Gala de YAGP es “¡lo más destacado de la temporada!” – Clive Barnes, NY Post.
- Los artistas de la Gala de YAGP son “un desfile verdaderamente impresionante de artistas.” - Jocelyn Noveck, The Moscow Times (AP).
- “La noche estuvo llena de un ánimo excelente.” - Jocelyn Noveck, The Moscow Times (AP).
- “… las reverencias hicieron que la audiencia se pusiera de pie naturalmente.” – Brian Seibert, The New York Times.
- “Estábamos vitoreando a todo pulmón durante la ovación, cuando Kevin McKenzie le hizo un gesto a Marcelo Gomes y a David Hallberg para que la alzaran. Entonces nos volvimos locos.” - Wendy Perron, Dance Magazine.
- “La sorprendente maestría en ballet… fue suficiente para dejarme completamente encantada.” – Rachel Zar, Dance Spirit.
- “Había arte en abundancia por parte de las más famosas bailarinas de la actualidad… Los hombres también eran los mejores del mundo. El recinto agotó sus entradas y estaba llena de adultos que sabían apreciar lo que estaban viendo.” – Sondra Forsyth, Dance Art.
- “La gala de Makarova coronó tres noches notables de actuaciones de artistas internacionales y de aspirantes al Youth America Grand Prix.” – Robert Johnson, The Star-Ledger.

#### Leyendas de la Danza
La serie de conciertos educativos de YAGP, Leyendas en Danza (Leyends in Dace), celebra a los artistas que han ayudado a construir la historia de la danza. Los artistas homenajeados han incluido a Natalia Makarova, David Hallberg, Peter Pestov, Vladimir Vasiliev, y Julio Bocca.
- En el 2017, con motivo del 50 aniversario de Julio Bocca, YAGP presentó “Julio Bocca: un tributo a una leyenda de la danza”, para así honrar a la leyenda de la danza latinoamericana que “rompió el molde” al convertirse en el primer bailarín de ballet de Argentina en ganar el reconocimiento mundial. El Sr. Bocca se ganó los corazones del público alrededor del mundo, inspirando e influenciando a varias generaciones de bailarines. La Gala reunió a los socios y amigos más reconocidos del legendario bailarín argentino, incluyendo a Nina Ananiashvili, Rodrigo Colomba, Marlon Dino, Gonzalo Garcia, Marcelo Gomes, Isabelle Guérin, Isaac Hernández, Manuel Legris, Lucía Lacarra, Joaquín De Luz, Vitor Luiz, Luciana Paris, Tiler Peck, Hernan Piquin, Maria Noel Riccetto, Tamara Rojo, y Yuan Yuan Tan.

- En el 2015, “David Hallberg Presenta: LEGACY” celebró a la estrella internacional de ballet David Hallberg, ofreciendo una mirada íntima sobre las compañías de ballet de renombre mundial, al mismo tiempo que presentaban obras contemporáneas variadas y poco comunes, pero representativas de cada institución preeminente. Hallberg presentó a cada compañía y compartió una perspectiva interna sobre las obras y las instituciones que le han dejado una impresión indeleble como artista. El programa incluyó actuaciones de bailarines de la El Mariinsky Ballet, El Ballet de Bolshoi, El Ballet Australiano, y El Ballet de Tokio en su debut en los Estados Unidos. Asimismo, contó con el American Ballet Theater Studio Company, donde Hallberg comenzó su a ejercer su titularidad. En la Gala se presentaron obras de Pierre Lacotte, Stephen Baynes, Maurice Béjart, Jean-Christophe Maillot, y Yuri Smekalove. Entre los artistas que actuaron en la Gala, se encontraban Nadezhda Batoeva, Semyon Chudin, Rudy Hawkes, Ekaterina Kondaurova, Hiroki Miyazaki, Katsuhiro Nagata, Alexei Nedviga, Evgenia Obraztsova, Veronika Part, Amber Scott, Aleksandr Sergeev, Torayuki Takeshita, Tatiana Tiliguzova, Mizuka Ueno y el elenco del Ballet de Tokio, Kosuke Wada, Ren Yashida, Shinsuke Yasuda, y Denis Zainetdinov.

- En el 2012, YAGP organizó “Ballerina Assoluta: una Gala Tributo a Natalia Makarova” en el David H. Koch Theater del Lincoln Center para celebrar el cumpleaños de la bailarina. La Leyenda del ballet participó en la Gala; otros artistas incluyeron: Alicia Amatriain, Tyler Angle, Federico Bonelli, Thiago Bordin, Helene Bouchet, Ashley Bouder, Matthew Golding, Ekaterina Kondaurova, Maria Kowroski, Denis Matvienko, Gillian Murphy,  Natalia Osipova, Sergei Polunin, Tamara Rojo, Damian Smith, Yuan Yuan Tan, Ivan Vasiliev, Diana Vishneva, y Friedemann Vogel.

- En el 2010, “Vladimir Vasiliev: una Gala Tributo a la Leyenda de la Danza” para celebrar el 70 aniversario del “Dios de la danza”. Durante la noche se celebró a uno de los mejores bailarines del mundo, contando con artistas de renombre como Andrey Artamonov, Ashley Bouder, Oleg Chernasov, Evgeny Chernyshkov, Gray Davis, Olena Dolgikh, Shirley Esseboom, David Hallberg, Daria Khokhlova, Dmytro Kondratiuk, Slavik Kryklyvyy, Sarah Lamb, Sarah Lane, Anna Melnikova, Evgenia Obraztsova, Veronika Part, Joseph Phillips, Giuseppe Picone, Serguéi Polunin, Rubinald Pronk, Ivan Putrov, Luis Ribagorda, Ana Sophia Scheller, Polina Semionova, Daniil Simkin, Yuri Smekalove, Emmanuel Thibault, Alexander Tikhonov.

- En el 2009, YAGP presentó la Gala “Pedro El Grande”, riendiendo homenaje al legado del legendario maestro Sr. Pestov. La audiencia fue testigo de una emotiva reunión de varias generaciones de bailarines, coreógrafos y maestros que celebraron el 80 aniversario del gran arquitecto de su éxito. La noche fue organizada por Alexei Ratmansky y contó con las actuaciones de Adiarys Almeida, Alicia Amatriain, Islom Baimuradov, Herman Cornejo, Gonzalo Garcia, Joseph Gatti, Marcelo Gomes, Mikhail Kaniskin, Maria Kochetkova, Ekaterina Kondaurova, Vladimir Malakhov, Benjamin Millepied, Karine Plantadit, Sascha Radetsky, Gennadi Saveliev, Vladimir Shklyarov, Viktoria Tereshkina, Nikolai Tsiskaridze, y Wendy Whelan.

### Cómo Juzga el Jurado
En el 2011, YAGP apareció en la serie de Obras y Procesos del Museo Guggenheim. La presentación educativa de YAGP, “Cómo Juzga el Jurado” (How Judges Judge), le dio al público un excepcional punto de vista sobre la evaluación profesional de los artistas de danza, al mismo tiempo que presentó a los miembros del panel de jueces de YAGP: Gailene Stock, el entonces director de la Royal Ballet School; Franco de Vita, Director de la ABT/JKO School; y Adam Sklute, Director Artístico del Ballet West.

### Pregunta al Experto
En el 2017, YAGP lanzó “Pregunta al experto” (Ask the Expert), una serie de videos en línea, interactivos y en vivo para permitir a los bailarines de todo el mundo interactuar en tiempo real con los líderes de la comunidad internacional de danza. Moderado por el periodista de televisión Sergey Gordeev, las discusiones en vivo cubren temas importantes como la salud del bailarín, la nutrición, la expresión artística y la educación superior. De los presentadores invitados se han visto a Charles Askegard, Franco De Vita, John Meehan, y Larissa Saveliev, fundadora de YAGP.

### First Position, La Película
En el 2011, YAGP apareció en First Position, un galardonado documental dirigido por Bess Kergman. La película siguió a seis jóvenes bailarines (Michaela DePrince, Aran Bell, Gaya Bommer-Yemini, Miko Fogarty, Jules Fogarty, Joan Sebastian Zamora, y Rebecca Houseknecht) en su viaje a las Finales de YAGP en la Ciudad de Nueva York. La película presenta a bailarines y coreógrafos de renombre de todo el mundo, incluyendo Nadine Bommer, Élisabeth Platel, y a la fundadora del Youth America Grand Prix Larissa Saveliev.
El estreno mundial de First Posotion fue proyectada en la 36.ª edición del Festival Internacional de Cine de Toronto, el 11 de septiembre de 2011.
Durante sus proyecciones en el circuito de festivales de cine de Estados Unidos en el 2012, la película recibió elogios de la crítica y del público. El estreno se llevó a cabo en un teatro más amplio en mayo del 2012, distribuido por Sundance Selects. El documental ha sido premiado en varias ocasiones.

### "Grandes Éxitos del Ballet"
En el 2013, YAGP produjo “Grandes Éxitos del Ballet” (Ballet’s Greatest Hits), una actuación filmada en una Gala en la que se muestra extractos de algunos de los ballets clásicos más queridos, incluyendo Swan Lake, El Cascanueces, Giselle, Flames of Paris y Don Quijote. Narrado por Nigel Lythgoe, la película combina actuaciones en vivo con entrevistas exclusivas detrás de escena, antecedentes históricos y material de archivo exclusivo. El largometraje incluyó apariciones de bailarines como Stella Abrera, Isabella Boylston, Skylar Brandt, Marcelo Gomes, Veronika Part, Hee Seo, Taras Domitro, Maria Kochetkova, Ashley Bouder, Daniel Ulbricht, Matthew Golding, Alejandro Virelles y Greta Hodgkinson. Asimismo, entrevistas en el backstage con los artistas y luminarias del ballet como Alexei Ratmansky, Ángel Corella, Benjamin Millepied, Edward Villella, José Manuel Carreño, Mathieu y Denys Ganio, Matthew Bourne, Susan Jaffe, entre otros.

### Diarios de la Escuela de Danza
En el 2014, YAGP apareció en “Diarios de la Escuela de Danza” (Dance School Diaries), una serie de televisión de realidad web que presentó el detrás de cámara de cuatro estudiantes de danza, Lex Ishimoto, Madison Chappel, Andrea Guite, y Sage Humphries, luchando por su sueño de convertirse en bailarines profesionales. Una de las series presentó a Misty Copeland, la bailarina principal de American Ballet Theatre. Uno de los productores que trabajan en la serie es Nigel Lythgoe.

### Exhibición de Danza y Moda en el FIT
En el 2014, YAGP fue la organización elegida para formar parte del evento histórico: exposición “Dance & Fashion” en el Museo de Fashion Institute of Technology. Organizada por la directora del museo, Valerie Steele, la exposición exploró la sinergia entre la danza y la moda al rastrear los vectores de inspiración y colaboración. El diseñador Ralph Rucci creó trajes para el alumno  de YAGP, Calvin Royal III, quien realizó una pieza coreografiada por Gemma Bond, y de la que Karen LeFrak fue la compositora.

## Junta de Directores
Youth America Grand Prix (YAGP) es una organización educativa sin fines de lucro 501(c)(3) con sede en Nueva York. Su junta directive para la temporada del 2019 se conforma por: Linda K. Morse, Presidencia; Barbara Brandt, Presidente Emérito; Larissa Saveliev – Fundadora & Directora Artística; Gary Brandt; José Manuel Carreño; Suzanne Dance; Gloria Fu; Sergey Gordeev; Suzanne Hall; Judith M. Hoffman; Marcella Guarino Hymowitz; Susan Jaffe; Margot London, Vicepresidente; Christina Lyon; B Michael; Ellen Mondshine, Secretaria; Richard Osterweil; Howard S. Paley; Elizabeth Papadopoulos; Susan Gluck Pappajohn; Joy Sabella; Hee Seo; John L. Sills, Esq., Treasurer; Julia Steyn; Terry Zucker.